# Copa de la República Montenegrina
La Copa de la República Montenegrina fue el torneo de copa de Fútbol de los equipos de las categorías más bajas de Montenegro cuando el territorio formaba parte de Yugoslavia, la RF Yugoslavia y Serbia y Montenegro, en la cual tanto el campeón como el finalista obtenían la clasificación a la Copa de Yugoslavia y posteriormente a la Copa de Serbia y Montenegro.
La competición se jugó de 1947 a 2006, pero desaparecío luego de la independencia de Montenegro y fue reemplazada por la actual Copa de Montenegro.

## Formato
Durante su estancia como parte de Yugoslavia contó con la participación de 32 equipos y a veces más, pero después de 1992 la cantidad fue reducida a 16. Los participantes de la copa no podían ser equipos de la Primera Liga de Yugoslavia, por lo que participaban principalmente equipos de la Segunda Liga de Yugoslavia y de la Liga de la República Montenegrina, así como los campeones y finalistas de las copas regionales de Montenegro (Norte, centro y sur).

## Campeones
- 1947–48: FK Rudar Pljevlja
- 1948–49: FK Bokelj Kotor
- 1949: FK Budućnost Podgorica
- 1950: FK Lovćen Cetinje
- 1951: FK Lovćen Cetinje
- 1952: FK Lovćen Cetinje
- 1953: FK Sutjeska Nikšić
- 1954: FK Lovćen Cetinje
- 1955: FK Budućnost Podgorica
- 1955–56: FK Budućnost Podgorica
- 1956–57: FK Budućnost Podgorica
- 1957–58: FK Sutjeska Nikšić
- 1958–59: FK Sutjeska Nikšić
- 1960–61: FK Čelik Nikšić
- 1961–62: FK Jedinstvo Bijelo Polje
- 1962–63: FK Sutjeska Nikšić
- 1963–64: FK Sutjeska Nikšić
- 1964–65: FK Sutjeska Nikšić
- 1965–66: OFK Titograd
- 1966–67: FK Budućnost Podgorica
- 1967–68: FK Budućnost Podgorica
- 1968–69: FK Sutjeska Nikšić
- 1969–70: FK Lovćen Cetinje
- 1970–71: FK Sutjeska Nikšić
- 1972–73: FK Lovćen Cetinje
- 1973–74: FK Bokelj Kotor
- 1974–75: FK Lovćen Cetinje
- 1975–76: OFK Titograd
- 1976–77: FK Sutjeska Nikšić
- 1977–78: FK Sutjeska Nikšić
- 1978–79: FK Sutjeska Nikšić
- 1979–80: FK Sutjeska Nikšić
- 1980–81: FK Mogren Budva
- 1981–82: FK Jedinstvo Bijelo Polje
- 1982–83: OFK Titograd
- 1983–84: FK Berane
- 1984–85: FK Lovćen Cetinje
- 1985–86: FK Tekstilac Bijelo Polje
- 1986–87: FK Jedinstvo Bijelo Polje
- 1987–88: FK Lovćen Cetinje
- 1989–90: FK Sutjeska Nikšić
- 1990–91: FK Sutjeska Nikšić
- 1991–92: FK Kom Podgorica
- 1992–93: FK Jedinstvo Bijelo Polje
- 1993–94: FK Iskra Danilovgrad
- 1994–95: FK Mornar Bar
- 1995–96: FK Kom Podgorica
- 1996–97: FK Čelik Nikšić
- 1997–98: OFK Titograd
- 1998–99: FK Zeta Golubovci
- 1999–2000: FK Zeta Golubovci
- 2000–01: FK Rudar Pljevlja
- 2001–02: FK Lovćen Cetinje
- 2002–03: OFK Titograd
- 2003–04: FK Budućnost Podgorica
- 2004–05: FK Crvena Stijena Podgorica
- 2005–06: FK Crvena Stijena Podgorica

- Fuente:[5]

## Títulos por club
| Club                        | Campeón | Años campeón                                                                       |
| --------------------------- | ------- | ---------------------------------------------------------------------------------- |
| FK Sutjeska Nikšić          | 14      | 1953, 1958, 1959, 1963, 1964, 1965, 1969, 1971, 1977, 1978, 1979, 1980, 1990, 1991 |
| FK Lovćen Cetinje           | 10      | 1950, 1951, 1952, 1954, 1970, 1973, 1975, 1985, 1988, 2002                         |
| FK Budućnost Podgorica      | 7       | 1949, 1955, 1956, 1957, 1967, 1968, 2004                                           |
| OFK Titograd                | 5       | 1966, 1976, 1983, 1998, 2003                                                       |
| FK Jedinstvo Bijelo Polje   | 4       | 1962, 1982, 1987, 1993                                                             |
| FK Bokelj Kotor             | 2       | 1949, 1974                                                                         |
| FK Kom Podgorica            | 2       | 1992, 1996                                                                         |
| FK Čelik Nikšić             | 2       | 1961, 1997                                                                         |
| FK Zeta Golubovci           | 2       | 1999, 2000                                                                         |
| FK Rudar Pljevlja           | 2       | 1948, 2001                                                                         |
| FK Crvena Stijena Podgorica | 2       | 2005, 2006                                                                         |
| FK Mogren Budva             | 1       | 1981                                                                               |
| FK Berane                   | 1       | 1984                                                                               |
| FK Tekstilac Bijelo Polje   | 1       | 1986                                                                               |
| FK Iskra Danilovgrad        | 1       | 1994                                                                               |
| FK Mornar Bar               | 1       | 1995                                                                               |